# Klaus Steinhaußen
Klaus Steinhaußen (* 2. März 1931 in Bremerhaven; † 23. Juni 2015 in Leipzig) war ein deutscher Schriftsteller und Lektor.

## Leben
Klaus Steinhaußens Familie zog noch vor Beginn des Zweiten Weltkrieges nach Meißen um, wo er die Fürstenschule St. Afra besuchte. Nach einer Bäckerlehre 1945 arbeitete er bis 1949 als Bäckergeselle, danach bei der Stadtverwaltung Meißen. 1949 bis 1951 holte er an der Arbeiter-und-Bauern-Fakultät in Dresden das Abitur nach und studierte zudem ab 1949 Ingenieurökonomie in Dresden. 1955/56 war er wissenschaftlicher Assistent, danach 1956–1960 Abteilungsleiter im Kombinat Schwarze Pumpe in Hoyerswerda und im Kabelwerk Meißen.
Bereits zu dieser Zeit Mitglied der Arbeitsgemeinschaft Junger Autoren in Cottbus, studierte er 1960 bis 1963 am Literaturinstitut Leipzig und wurde Mitglied des Schriftstellerverbandes der DDR. 1963/64 war er freischaffender Schriftsteller, dann 1964 bis 1968 Oberassistent und stellvertretender Direktor am Literaturinstitut Leipzig. Nach den Jahren 1968 bis 1970 als freiberuflicher Autor war er 1970 bis 1982 Lektor beim Mitteldeutschen Verlag in Halle. 1970 bis 1990 leitete er das Lyrikseminar im Fernstudienprogramm des Literaturinstituts Leipzig und das Lyrik-Proseminar beim FDJ-Poetenseminar in Schwerin.
Seit 1994 Rentner, lebte er zunächst in Rudolstadt, von 2009 bis 2013 in Jena, und ab 2014 in Leipzig.

## Werke
- Der Rückkehrer, Erzählung. Mitteldeutscher Verlag, Halle/Saale 1960
- Spätes Erinnern, Gedichte. Otto, Offenbach 1997. ISBN 3-9805676-7-2
- Wie sollte die Nachtigall jemals sterben?, Roman. Otto, Offenbach 1999. ISBN 3-933116-26-0
- Höhenflug, Erzählung. Wartburg-Verlag, Weimar 2003. ISBN 3-86160-313-6
- Sintflut. Ende einer Kindheit, Roman. Otto, Offenbach 2007. ISBN 978-3-936751-92-5
- Angst um die Nachtigall. Roman einer Kindheit und Jugend, Roman. Fischer, Aachen 2009. ISBN 978-3-89514-832-3

## Als Herausgeber
- Kein Duft von wilder Minze, Anthologie (hrsg., mit einem Nachwort versehen). Mitteldeutscher Verlag Halle und Leipzig 1980
- Über allen Gipfeln ist Ruh. Literarische Streifzüge durch Thüringen (hrsg., mit einem Vorwort und Vortexten versehen). Mitteldeutscher Verlag Halle und Leipzig 1990. ISBN 3-354-00643-9